# 科爾德沃特 (堪薩斯州)
科爾德沃特（英語：Coldwater）是一個位於美國堪薩斯州科曼奇縣的城市。同時該地也是科曼奇縣的縣治。

## 地方資料
科爾德沃特的座標為37°16′10″N 99°19′34″W / 37.26944°N 99.32611°W，而該地的海拔高度為640米（即2100英尺）。根據2010年美國人口普查，該地共人口687人，而該地的面積約為7.51平方千米。